# Garfield (Texas)
Garfield é uma Região censo-designada localizada no estado norte-americano do Texas, no Condado de Travis.

## Demografia
Segundo o censo norte-americano de 2000, a sua população era de 1660 habitantes.

## Geografia
De acordo com o United States Census Bureau tem uma área de 35,9 km², dos quais 35,4 km² cobertos por terra e 0,5 km² cobertos por água.

## Localidades na vizinhança
O diagrama seguinte representa as localidades num raio de 24 km ao redor de Garfield.